# آزادراه کنارگذر شرقی اصفهان
آزادراه کنارگذر شرقی اصفهان آزادراهی در استان اصفهان در مرکز ایران است که کنارگذر شهر اصفهان در سمت شرقی خود است. قطعه ۱ و ۲ این آزادراه افتتاح شده و در حال حاضر قطعه ۳ در دست ساخت‌ است. احتمالا قرار است پرونده این آزادراه سال ۱۴۰۴ بسته شود.

## مسیر
| از شمال به جنوب | از شمال به جنوب                                               | از شمال به جنوب |
| --------------- | ------------------------------------------------------------- | --------------- |
|                 | آزادراه نطنز-اصفهان شرق بطرف نطنز-کاشان-تهران غرب بطرف اصفهان |                 |
|                 | دنبی                                                          |                 |
|                 | بزرگراه پیامبر اعظم                                           |                 |
|                 | جاده اصفهان-اردستان                                           |                 |
|                 | حبیب‌آباد                                                      |                 |
|                 | بزرگراه شهید اردستانی فرودگاه بین‌المللی شهید بهشتی            |                 |
|                 | قهجاورستان                                                    |                 |
|                 | جاده اصفهان-نائین                                             |                 |
| در دست احداث    |                                                               |                 |
| از جنوب به شمال |                                                               |                 |